# Callistemon viridiflorus
Callistemon viridiflorus là một loài thực vật có hoa trong Họ Đào kim nương. Loài này được (Sieber ex Sims) Sweet mô tả khoa học đầu tiên năm 1826.